# Nekrolog 1464
Nekrolog
◄◄
| ◄
| 1460
| 1461
| 1462
| 1463
| 1464 | 1465 | 1466 | 1467 | 1468 | ► | ►►
Weitere Ereignisse | Allgemeiner Nekrolog 1464
Die Beschreibung der verstorbenen Person sollte so kurz wie möglich gehalten sein und nur deren signifikante Tätigkeit(en) enthalten.
Neue Namen ggf. auch unter dem Geburts- und Sterbedatum, also etwa unter 1. Januar und im Geburts- und Sterbejahr (2024) eintragen (nur bei entsprechender großer Wichtigkeit). Für Beispiele siehe die schon vorhandenen Artikel.
Außerdem über die fünf zuletzt Verstorbenen, zu denen es einen ausreichend guten Artikel für eine Präsentation auf der Hauptseite gibt, nach der todesbedingten Überarbeitung der Artikel ggf. auch unter Wikipedia Diskussion:Hauptseite informieren und sie am besten auch in den anderen Wikipedia-Sprachversionen eintragen. Tipp: Regelmäßig bei news.google.de nach „ist tot“, „gestorben“ oder „verstorben“ suchen.
Wenn eine Person gestorben ist, gibt es viele Seiten zu dieser Person in der Wikipedia, die davon auch betroffen sind und entsprechend aktualisiert werden müssen. Beispiele: Namenübersichtsseite, Geburtsjahr, Geburtsort-Seiten und viele mehr.
Wie finde ich die betroffenen Seiten?
Im Suchfeld auf der linken Seite gibt man den Suchbegriff so ein: „Vorname Nachname“. Dann klickt man auf Volltext und alle Seiten mit entsprechendem Suchtext werden aufgerufen. Hier sieht man dann schnell, wo auch das Todesjahr Sinn macht oder sogar ein Teil des Artikels angepasst werden muss. Auch hilft das „Werkzeug“ auf der linken Seite sehr gut, um solche Seiten aufzufinden: „Links auf diese Seite“. Somit ist die Wikipedia wieder aktuell in allen Bereichen! Hinweis: bei Eintragung der Kategorie „Gestorben JAHR“ wird der Missbrauchsfilter 49 ausgelöst, was jedoch nicht schlimm ist. Siehe: Spezial:Missbrauchsfilter/49
Dies ist eine Liste von im Jahr 1464 verstorbenen bekannten Persönlichkeiten. Die Einträge erfolgen innerhalb der einzelnen Daten alphabetisch sortiert. Tiere sind im Nekrolog für Tiere zu finden.

## Januar
| Tag        | Name                    | Beruf, bekannt als                                                       | Alter | Beleg |
| ---------- | ----------------------- | ------------------------------------------------------------------------ | ----- | ----- |
| 1. Januar  | Johann III. von Eych    | Fürstbischof von Eichstätt                                               |       |       |
| 12. Januar | Thomas Ebendorfer       | österreichischer Theologe, Universitätsprofessor und Geschichtsschreiber | 75    |       |
| 16. Januar | Desiderio da Settignano | italienischer Bildhauer                                                  |       |       |

## Februar
| Tag         | Name      | Beruf, bekannt als                    | Alter | Beleg |
| ----------- | --------- | ------------------------------------- | ----- | ----- |
| 23. Februar | Zhengtong | chinesischer Kaiser der Ming-Dynastie | 36    |       |

## März
| Tag      | Name                             | Beruf, bekannt als                                      | Alter | Beleg |
| -------- | -------------------------------- | ------------------------------------------------------- | ----- | ----- |
| 2. März  | Dieter VI. von Angelach-Angelach | Reichsritter aus dem Geschlecht der Herren von Angelach |       |       |
| 8. März  | Katharina von Podiebrad          | Königin von Ungarn                                      | 14    |       |
| 22. März | Niccolò Sagundino                | Venezianer griechischer Abstammung                      |       |       |

## April
| Tag       | Name           | Beruf, bekannt als                                              | Alter | Beleg |
| --------- | -------------- | --------------------------------------------------------------- | ----- | ----- |
| 14. April | Jan Sprowski   | polnischer römisch-katholischer Bischof, Erzbischof von Gniezno |       |       |
| 17. April | Johann Broling | Lübecker Kaufmann und Ratsherr                                  |       |       |

## Mai
| Tag     | Name                                | Beruf, bekannt als               | Alter | Beleg |
| ------- | ----------------------------------- | -------------------------------- | ----- | ----- |
| 15. Mai | Henry Beaufort, 2. Duke of Somerset | Befehlshaber in den Rosenkriegen | 28    |       |
| 25. Mai | Karl I.                             | Graf von Nevers und Rethel       |       |       |

## Juni
| Tag      | Name                  | Beruf, bekannt als                                      | Alter | Beleg |
| -------- | --------------------- | ------------------------------------------------------- | ----- | ----- |
| 1. Juni  | Otto II.              | Graf von Holstein-Pinneberg und Schauenburg (1426–1464) |       |       |
| 18. Juni | Rogier van der Weyden | belgischer Maler                                        |       |       |

## Juli
| Tag      | Name                   | Beruf, bekannt als                                          | Alter | Beleg |
| -------- | ---------------------- | ----------------------------------------------------------- | ----- | ----- |
| 4. Juli  | Nikolaus van der Molen | römisch-katholischer Geistlicher und Domherr                |       |       |
| 28. Juli | Martin von Leibitz     | Abt des Wiener Schottenstiftes, Vertreter der Melker Reform |       |       |

## August
| Tag        | Name              | Beruf, bekannt als                                                    | Alter | Beleg |
| ---------- | ----------------- | --------------------------------------------------------------------- | ----- | ----- |
| 1. August  | Cosimo de’ Medici | florentinischer Bankier, Begründer des späteren Einflusses der Medici | 75    |       |
| 3. August  | Simon Batz        | deutscher Jurist, Ratssyndikus in Lübeck und Frühhumanist             |       |       |
| 9. August  | Moritz III.       | Graf von Oldenburg (1463–1464)                                        |       |       |
| 11. August | Nikolaus von Kues | Kardinal und Universalgelehrter                                       |       |       |
| 14. August | Pius II.          | Papst (1458–1464)                                                     | 58    |       |

## September
| Tag           | Name                           | Beruf, bekannt als              | Alter | Beleg |
| ------------- | ------------------------------ | ------------------------------- | ----- | ----- |
| 7. September  | Friedrich II.                  | Kurfürst von Sachsen            | 52    |       |
| 7. September  | Otto III.                      | Herzog von Pommern-Stettin      | 20    |       |
| 24. September | John Clinton, 5. Baron Clinton | englischer Adeliger             |       |       |
| 29. September | Francesco Coppini              | italienischer Bischof und Legat |       |       |

## Oktober
| Tag        | Name               | Beruf, bekannt als                          | Alter | Beleg |
| ---------- | ------------------ | ------------------------------------------- | ----- | ----- |
| 2. Oktober | Heinrich Kalteisen | norwegischer Erzbischof                     |       |       |
| 8. Oktober | Ulrich Cornelius   | Kaufmann und Ratsherr der Hansestadt Lübeck |       |       |

## November
| Tag          | Name                           | Beruf, bekannt als                                 | Alter | Beleg |
| ------------ | ------------------------------ | -------------------------------------------------- | ----- | ----- |
| 11. November | Friedrich III. von Beichlingen | Erzbischof von Magdeburg                           |       |       |
| 13. November | Hans von Rechberg              | Raubritter und Begründer der Herrschaft Schramberg |       |       |
| 16. November | Johann                         | Markgraf von Brandenburg-Kulmbach                  |       |       |
| 23. November | Margarete von Savoyen          | Markgräfin von Montferrat, Selige                  |       |       |

## Dezember
| Tag         | Name                   | Beruf, bekannt als                    | Alter | Beleg |
| ----------- | ---------------------- | ------------------------------------- | ----- | ----- |
| 2. Dezember | Blanca II. von Navarra | spanische Infantin und Titularkönigin | 40    |       |
| 4. Dezember | Maso Finiguerra        | italienischer Goldschmied             | 38    |       |

## Datum unbekannt
| Tag | Name                        | Beruf, bekannt als                                                                           | Alter | Beleg |
| --- | --------------------------- | -------------------------------------------------------------------------------------------- | ----- | ----- |
|     | Bernhard II.                | deutscher Geistlicher, Bischof von Hildesheim (1452–1458) und Fürst von Lüneburg (1457–1464) |       |       |
|     | John Capgrave               | englischer Historiker und Theologe                                                           |       |       |
|     | Ernst                       | Herzog von Troppau und Münsterberg                                                           |       |       |
|     | Heinrich III.               | Herzog von Braunschweig-Grubenhagen                                                          |       |       |
|     | Moisi Arianit Golemi        | albanischer Feudalherr Dibras und Großneffe von Gjergj Arianit Komneni                       |       |       |
|     | Johann Rinck                | Ratsherr und Kaufmann im Köln des Spätmittelalters                                           |       |       |
|     | Bernardo Rossellino         | italienischer Bildhauer und Baumeister                                                       |       |       |
|     | Giovanni Michele Savonarola | italienischer Arzt und Chemiker                                                              |       |       |
|     | Petrus Seehausen            | Notar und Kleriker der Diözese Merseburg                                                     |       |       |
|     | Johann Segeberg             | Kaufmann und Ratsherr der Hansestadt Lübeck                                                  |       |       |
|     | Swantibor                   | Prinz von Pommern                                                                            |       |       |
|     | Zacharias III. von Aghtamar | Katholikos der Armenischen Apostolischen Kirche                                              |       |       |